# Dunga (compositor)
Valdemar de Abreu, mais conhecido como Dunga (Rio de Janeiro, 16 de dezembro de 1907 — 5 de outubro de 1991), foi um compositor brasileiro.
Seu apelido Dunga ganhou aos sete anos de idade de sua professora na escola pública do subúrbio de Haddock Lobo. Valdemar foi por mais de cinqüenta anos componente da Ala de Compositores do G.R.E.S. Unidos de Vila Isabel.
A partir de 1930 trabalhou como conferente da Leopoldina Railway e dois anos depois, sua marcha Nossa bandeira venceu um concurso de Carnaval instituído pelo Jornal do Brasil.
Sua primeira canção gravada foi Amar, Pra Que, cantada por Sílvio Pinto em 1934. Chora Cavaquinho escrita em 1935, foi gravada por Orlando Silva em 1936. Em 1935, casou-se com Zaíra Moreira, com a qual teve dois filhos.
Ao longo da carreira teve mais de oitenta obras gravadas por artistas como Dircinha Batista, Cyro Monteiro, Jamelão, Cauby Peixoto e Orlando Silva.
Algumas canções conhecidas são Chora, cavaquinho, Conceição (com Jair Amorim), Maria dos meus pecados (com Jair Amorim), Morreu o Anacleto (com Paulo Tapajós, Odete (com Herivelto Martins), Sinto uma vontade de chorar, Casinha de Bambuê, Bilhete, Dizem por Aí e Quem é Você.